# Provinz Curicó
Die Provinz Curicó (spanisch Provincia de Curicó) ist eine Provinz in der chilenischen Región del Maule. Die Hauptstadt ist Curicó. Beim Zensus 2017 lag die Einwohnerzahl bei 288.880 Personen. Die Provinz ist nach den Curis benannt, einem der Stämme der Picunche, die entlang der Flüsse des zentralen Tals, die in den Río Mataquito münden, um die moderne Stadt Curicó herum siedelten. Die Provinz ist eine bedeutende Weinanbauregion.

## Geographie
Die Provinz liegt zwischen den Provinzen Colchagua und Talca und erstreckt sich vom Pazifik bis zur argentinischen Grenze mit einer Fläche von 7.280,9 km². Der östliche und westliche Teil der Provinz Curicó sind gebirgig und werden durch das fruchtbare Tal von Zentralchile getrennt. Die Provinzhauptstadt ist Curicó, am Fluss Mataquito, 194 km südlich von Santiago. 

## Geschichte
Die Provinz wurde im Jahr 1865 gegründet. Sie setzte sich aus den Delegationen Vichuquén, Llico, Paredones, Pumanque, Lolol, Culencó, La Huerta, Alcántara, Iloca, Licanten, los cerros de la puntilla de la Huerta de Mataquito, Altos de Caune, San Gerónimo und Cuesta de la Lajuela zusammen. Davor war sie Teil der Provinz Colchagua. Aufgrund eines Regionalisierungsprozesses in Chile während des Regimes von Augusto Pinochet, der von der CONARA (Comisión Nacional de Reforma Administrativa auf Spanisch, Nationale Kommission für Verwaltungsreform auf Deutsch) durchgeführt wurde, wurde die Provinz 1974 umgestaltet und in die neu geschaffene Region Maule eingegliedert.

## Gemeinden
Die Provinz Curicó gliedert sich in neun Gemeinden:
- Curicó
- Hualañé
- Licantén
- Molina
- Rauco
- Romeral
- Sagrada Familia
- Teno
- Vichuquén